# A Flor de Pedra
"A Flor de Pedra" (em russo: Kamennyj tsvetok, IPA: [ˈKamʲənʲɪj tsvʲɪˈtok]), também conhecido como "A Pedra em Flor", é um conto folclórico (também conhecido como skaz) da região dos Urais da Rússia colectado e re-trabalhado por Pavel Bazhov e publicado na Gazeta Literaturnaya no dia 10 de maio de 1938 e em Uralsky Sovremennik. Posteriormente, foi lançado como parte da colecção de histórias The Malachite Box. “A Flor de Pedra” é considerada uma das melhores histórias da colecção. A história foi traduzida do russo para o inglês por Alan Moray Williams em 1944 e várias vezes depois disso.
Pavel Bazhov indicou que todas as suas histórias podem ser divididas em dois grupos com base no tom : " tom infantil" (por exemplo "Casco de Prata") com enredos simples, crianças como personagens principais, e um final feliz, e "tom adulto". Ele chamou "A Flor de Pedra" de história "adulta".
A história é contada do ponto de vista do avô imaginário Slyshko (em russo: Ded Slyshko).

## Publicação
O crítico de Moscovo, Viktor Pertsov, leu o manuscrito de "A Flor de Pedra" na primavera de 1938, quando viajou pelos Urais com as suas palestras literárias. Ele ficou muito impressionado com isso e publicou a história encurtada na Gazeta Literaturnaya no dia 10 de maio de 1938. A sua crítica elogiosa Os contos de fadas dos Velhos Urais ( em russo: Skazki starogo Urala ) acompanha a publicação.
Após a aparição na Gazeta Literaturnaya, a história foi publicada no primeiro volume do Uralsky Sovremennik em 1938. Posteriormente, foi lançado como parte da colecção <i id="mwPA">Malachite Box'' em 28 de janeiro de 1939.
Em 1944, a história foi traduzida do russo para o inglês por Alan Moray Williams e publicada pela Hutchinson como parte da coleção The Malachite Casket: Tales from the Urals . O título foi traduzido como "The Stone Flower". Na década de 1950, a tradução de The Malachite Casket foi feita por Eve Manning A história foi publicada como "The Flower of Stone".
A história foi publicada na colecção Russian Magic Tales from Pushkin to Platonov, publicada pela Penguin Books em 2012. O título foi traduzido por Anna Gunin como "The Stone Flower".
O personagem principal da história, Danilo, é um fraco e desmiolado, e as pessoas da aldeia o estranham. Ele é enviado para estudar com o artesão de pedras Prokopich. Um dia ele recebe a ordem de fazer uma xícara de moldagem fina, que ele cria a partir de um espinheiro . Fica liso e limpo, mas não bonito o suficiente para o gosto de Danilo. Ele fica insatisfeito com o resultado. Ele diz que mesmo a flor mais simples "traz alegria ao seu coração", mas o seu cálice de pedra não traz alegria a ninguém. Danilo sente que está estragando a pedra. Um velho conta-lhe a lenda de que uma belíssima Flor de Pedra cresce no domínio da Senhora da Montanha de Cobre, e quem a vê começa a compreender a beleza da pedra, mas "a vida perde toda a sua doçura" para eles. Eles se tornam os artesãos da montanha da Senhora para sempre. A noiva de Danilo, Katyenka, pede que ele esqueça, mas Danilo deseja ver a Flor. Ele vai até a mina de cobre e encontra a Senhora da Montanha de Cobre. Ele implora que ela lhe mostre a Flor. A Patroa o lembra da noiva e avisa Danilo que ele nunca mais vai querer voltar para o seu povo, mas ele insiste. Ela então mostra a ele a Flor Malaquita. Danilo volta para a aldeia, destrói a sua taça de pedra e depois desaparece. "Alguns disseram que ele perdeu o juízo e morreu em algum lugar na floresta, mas outros disseram que a Senhora o havia levado para a sua oficina na montanha para sempre".